# Заріччя (Хирівська міська громада)
Зарі́ччя — село в Україні, у Самбірському районі Львівської області. Населення становить 177 осіб. Орган місцевого самоврядування — Хирівська міська рада.
Неподалік від села розташований лісовий заказник «Заріччя» (1,5 га).

## Населення

### Мова
Розподіл населення за рідною мовою за даними перепису 2001 року:
| Мова       | Кількість | Відсоток |
| ---------- | --------- | -------- |
| українська | 177       | 100%     |